# Pieve d'Olmi
Pieve d'Olmi är en ort och kommun i provinsen Cremona i regionen Lombardiet i Italien. Kommunen hade 1 277 invånare (2018).